# 자쭝양
자쭝양(중국어 간체자: 贾宗洋, 정체자: 賈宗洋, 병음: Jiǎ Zōngyáng, 한자음: 가종양, 1991년 3월 1일~)은 중화인민공화국의 프리스타일 스키 선수로 주 종목은 에어리얼이다. 
올림픽에 4회 참가하였으며, 2014년 동계 올림픽 남자 에어리얼에서 동메달, 2018년 동계 올림픽에서 에어리얼 남자 종목 은메달을 획득했다. 또한 세계 선수권 대회에서 동메달 1개를 획득했다.